# Snežana Bošković
Snežana Bošković (in serbo Снежана Бошковић?; 5 marzo 1954) è un'ex cestista jugoslava.

## Carriera
Con la Jugoslavia ha disputato i Campionati europei del 1974.